# Double Six Records
Double Six Records je britské hudební vydavatelství patřící společnosti Domino Recording Company. Mezi umělce, kteří pod touto značkou vydávají svá alba patří například John Cale, Bill Ryder-Jones, Jon Hopkins, King Creosote, Bill Wells, She & Him, Twin Sister a další.